# 克里斯蒂安·斯特赖希
克里斯蒂安·斯特赖希（德語：Christian Streich，1965年6月11日—）是一位德国前足球运动员及现任足球教练，自2011年12月起执教德甲俱乐部弗赖堡SC。

## 球员生涯
斯特赖希作为一个屠夫的儿子，从小在巴登南部成长。他活跃的足球生涯始于1983年，当时加盟了尚处巴登-符腾堡高级联赛的弗赖堡FC。在处子赛季中，斯特赖希随球队以联赛冠军身份入围了德乙升级附加赛，却在与洪堡和比尔斯塔特的竞争中败下阵来，无缘升入德乙。
经过再一个赛季的磨练，这位中场球员于1985年转会至德乙俱乐部斯图加特踢球者。然而，斯特赖希在那里的两个赛季仅获得21次出场机会，他又重返弗赖堡，与德乙的竞争对手弗赖堡SC签约。斯特赖希于一年后再次出走，去往另一支德乙俱乐部洪堡。期间在1989年，随着该俱乐部获得联赛亚军，他也从而德乙首次晋级至德甲。在1989-90赛季，斯特赖希共代表洪堡在德甲联赛中出场10次，但球队还是直接降入了德乙。他本人则结束了自己的职业球员生涯，回到业余俱乐部弗赖堡FC，并在1991-92赛季以13个入球成为队内最佳射手。而当时巴登-符腾堡高级联赛的最佳射手则是后来的德国国脚弗雷迪·博比奇，共帮助迪钦根射入19球。至1995年，斯特赖希因遭遇跖骨骨折而挂靴。

## 教练生涯

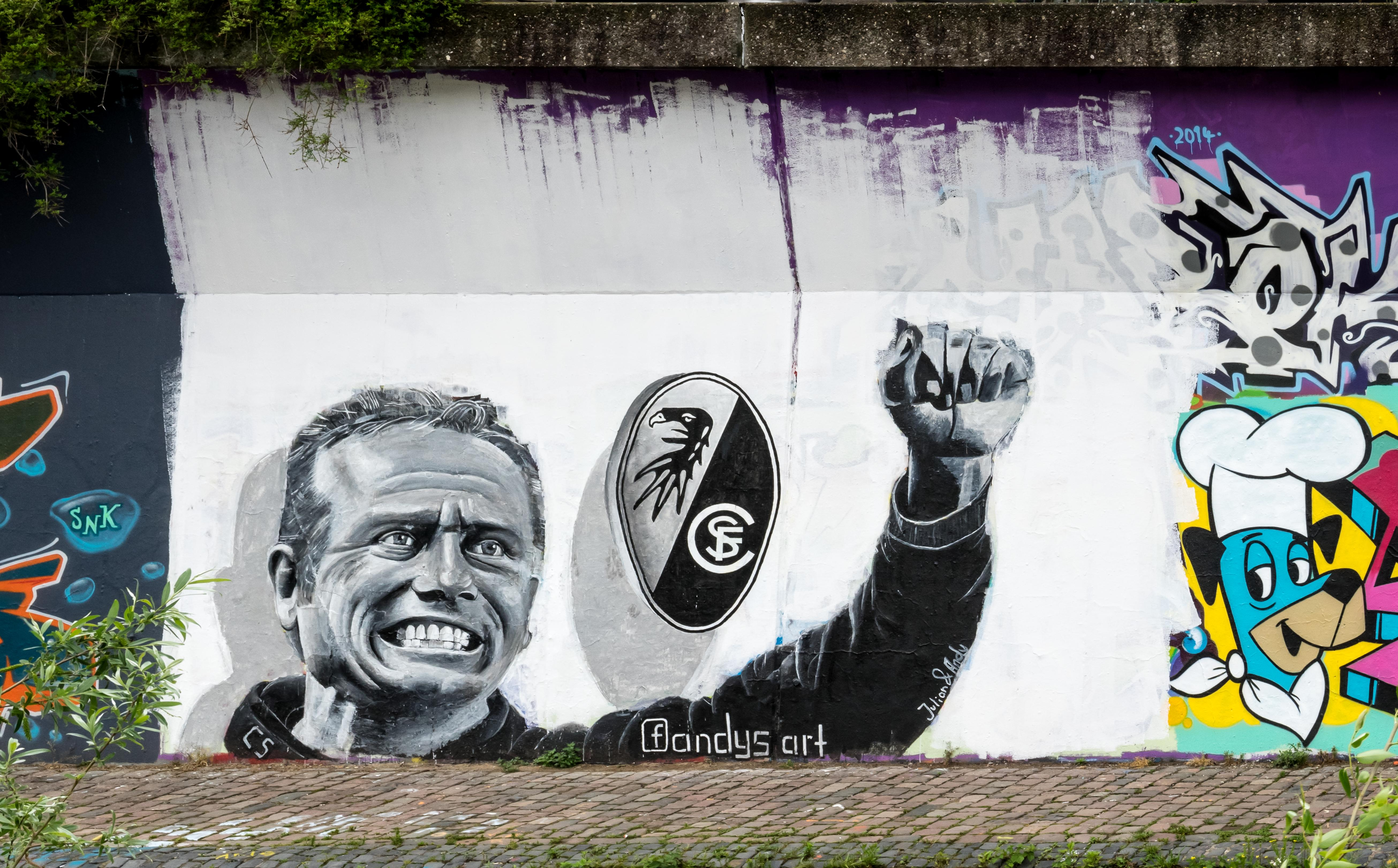
球迷为纪念斯特赖希在2014年率领弗赖堡SC成功保级所绘制的涂鸦

从球员退役后的斯特赖希于1995年回到弗赖堡SC，并担当青年队教练。期间他曾率领U19年龄组赢得2006年、2009年和2011年的德国青年俱乐部杯冠军，以及在2008年的决赛中以2比0战胜沃尔夫斯堡后赢得德国19岁以下足球锦标赛冠军。在罗宾·杜特在2007年夏天被委任为俱乐部一线队主教练后，斯特赖希也同时兼任助理教练，但其工作仍以掌管青年队为主。在他的栽培管理下，一些年轻球员得以跃升为职业球员，当中包括丹尼斯·奥戈、约纳通·皮特罗伊帕、丹尼爾·施瓦布、埃克·乌佐马、厄梅尔·托普拉克和奥利弗·鲍曼等。
自2011-12赛季起，随着俱乐部原主教练罗宾·杜特转会至勒沃库森，斯特赖希又成为新任主教练马库斯·索尔格手下的助理教练。2011年12月29日，斯特赖希正式担当弗赖堡SC的主教练。他接替了前任马库斯·索尔格的工作，后者因成绩糟糕（17场比赛仅3胜）而在同一天离任。在斯特赖希的率领下，弗赖堡SC的表现在下半赛季改善明显，球队远离了降级区并在第32轮提前保级成功。通过这一出人意料的成就和经常在新闻发布会中发表的非常规言论，斯特赖希吸引了媒体的高度关注。当地电视台南巴登TV专门为他录制了一档视频栏目（“斯特赖希的一周”），《巴登日报》也在随后跟进转载。
由于出人意料的成就和弗赖堡SC在2011-12赛季下半程的良好表现，使得斯特赖希在当年德国足球年度最佳教练的评选中名列第三，仅次于尤尔根·克洛普和吕西安·法夫尔。而当弗赖堡SC在接下来的2012-13赛季再次令人惊讶的以积分榜第五位完赛、并因此而进军欧足联欧洲联赛后，他在2013年度的最佳教练评选中更进一步名列第二，虽落后于積普·希基斯，却领先于克洛普。
在2013年5月10日，斯特赖希将他与弗赖堡原签订的期至2014年的合约续签为长期合约。

### 执教数据
最後更新：2015年4月7日
| 俱乐部   | 自             | 至   | 成绩 | 成绩 | 成绩 | 成绩 | 成绩  | 成绩   |
| 俱乐部   | 自             | 至   | 场   | 胜   | 平   | 负   | 胜%   | 注     |
| -------- | -------------- | ---- | ---- | ---- | ---- | ---- | ----- | ------ |
| 弗赖堡SC | 2011年12月29日 | 当前 | 130  | 46   | 37   | 47   | 35.38 | [ 13 ] |

## 个人生活
作为一个屠夫的儿子，斯特赖希从小就在父亲的肉店内帮工。他把自己平易近人的性格归功于父母，以及他们在店内对待客人时的自然态度。在意外结束了自己的球员生涯后，斯特赖希完成了他的德国语言文学、运动学和历史学的进修，并最终成为一名合格的教师。斯特赖希以他浓重的德国西南地方口音著称，并因其精力充沛的个性而常被称为“火柴棒”。目前，斯特赖希共育有两个孩子，并把自己描述为“只是一个普通人，无纹身，无穿孔”。此外，斯特赖希还不时在弗赖堡的主场比赛日时骑自行车前往体育场。